# Paul Van den Broeck
Paul N. Van den Broeck (Antwerpen, 1904. szeptember 18. – Antwerpen, 1972. április 1.) belga jégkorongozó, olimpiai bronzérmes bobos.

## Pályafutása
Az 1924. évi téli olimpiai játékokon a jégkorongtornán vett részt a belga csapatban. Első mérkőzésükön súlyos vereséget szenvedtek az amerikaiaktól 19–0-ra. Következő mérkőzésen szintén súlyos vereséget szenvedtek el a britektől, 19–3-ra kaptak ki. Utolsó csoportmérkőzésükön a franciáktól kaptak ki egy szoros mérkőzésen 7–5-re.
Indult még bobban is. Ekkor még lehetett 5 fős is a bobcsapat, és a belga csapat ennyi főből állt. Bronzérmesek lettek. A csapat további tagjai: Charles Mulder, René Mortiaux, Victor Verschueren és Henri Willems.